# Sociedad Teosófica en Costa Rica

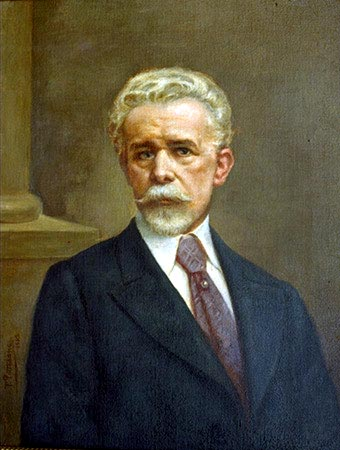
Tomás Povedano

La Sociedad Teosófica en Costa Rica fue la rama local de la Sociedad Teosófica mundial con sede en Adyar, India. Fue fundada el 27 de marzo de 1904 en la ciudad de San José, y al igual que la Masonería en Costa Rica, fue la primera de Centroamérica, fue introducida por el pintor español radicado en Costa Rica Tomás Povedano quien se inició en la teosofía española. Su primer logia o rama fue la Rama Virya, que publicaba una revista del mismo nombre, actualmente cuenta con cuatro ramas o logias; Virya, Logia Shakti, Logia Dharma y Logia HPB.
La teosofía en Costa Rica tuvo un importante raigambre cultural e intelectual en el país, popularizándose rápidamente entre sectores importantes de la élite intelectual del país e influyendo de manera importante distintos movimientos políticos, culturales y artísticos. Algunos de los destacados costarricenses que han sido teósofos incluyen al ya mencionado Povedano, el poeta Roberto Brenes Mesén, la escritora y primera dama María Fernández Le Cappellain, la poetiza Eunice Odio, el educador Omar Dengo e incluso el presidente de la República Julio Acosta García.

## Historia
La Sociedad Teosófica fue fundada en marzo de 1904 por Tomás Povedano y la familia Bertheau de origen cubano, aunque ya previamente Jorge Madriz, hijo del expresidente y masón José María Castro Madriz había sido adepto a la teosofía. Popularizándose prontamente entre amplios sectores de la población intelectual del país, pronto llamó la atención de la Iglesia Católica en Costa Rica generando airadas polémicas en la prensa donde ambos bandos se enfrentaban con artículos de ataque y respuesta. El 8 de mayo de 1912 se inaugura en Costa Rica el primer Centro Teosófico situado en el Paseo de las Damas de la ciudad capitalina y en cuya fecha se conmemoró la muerte de Blavastky y el nacimiento de Buda sin embargo, el edificio sería incendiado por un extremista católico un año después. En 1917 el entonces arzobispo de San José Juan Gaspar Stork Werth excomulgó a todos los miembros de la Sociedad Teosófica.

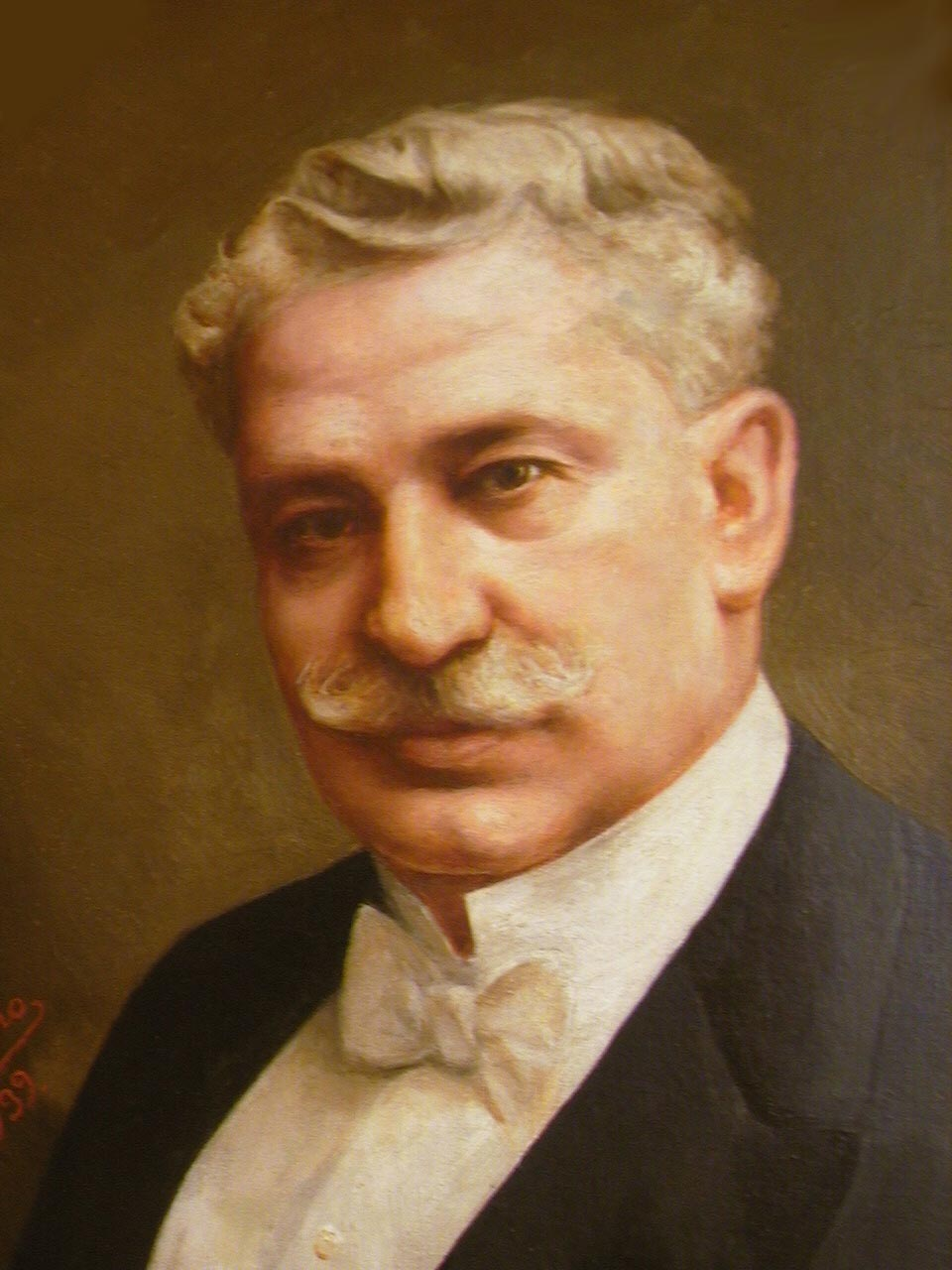
Julio Acosta

En 1916 el Banco Internacional de Costa Rica que entonces ejercía como acuñador de moneda y era presidido por el teósofo Walter J. Field (yerno de Povedano) imprimió un billete de diez colones con la imagen de Field que mostraba el símbolo teosófico en la solapa de su chaqueta, lo que provocó un escándalo por parte de la Iglesia. El presidente Alfredo González Flores recibió presiones por parte de la Iglesia y de su religiosa familia para tomar medidas, pero se encontraba también enfrentado a influyentes teósofos como María Fernández, esposa de su ministro de Guerra Federico Tinoco, aunque finalmente González se decantó por el bando antiteosófico.

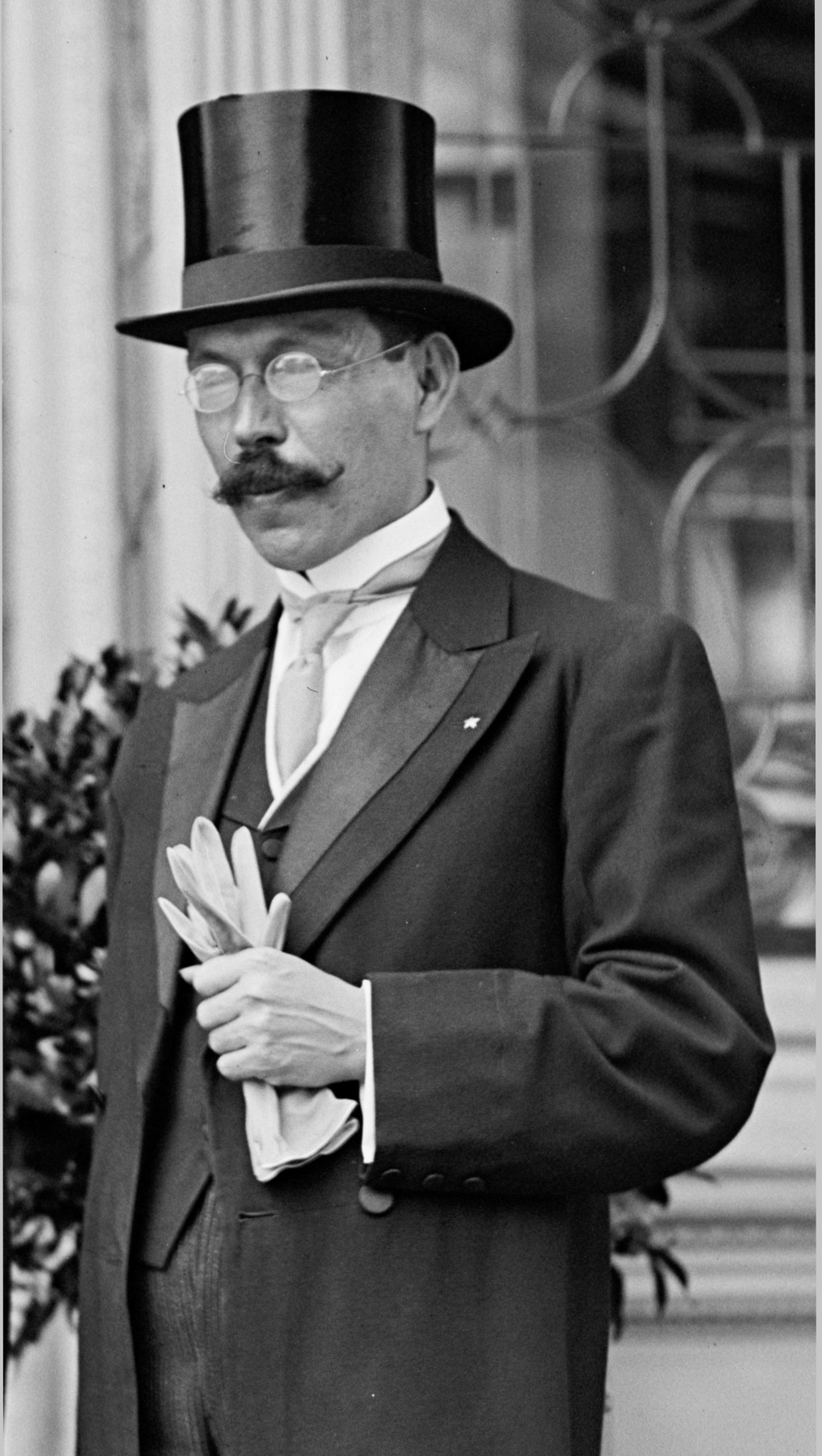
Roberto Brenes

Es difícil determinar que tanto tuvieron que ver estos desencuentros entre católicos y teósofos con la enemistad que surgió entre González y Tinoco. Lo cierto es que el 27 de enero de 1917 Tinoco llevaría a cabo un golpe de Estado contra González ayudado por su hermano el militar José Joaquín Tinoco Granados, y bajo la dictadura tinoquista varios teósofos formarían parte de su gobierno incluyendo a Roberto Brenes Mesén. Sin embargo, sería otro teófoso quien lideraría la oposición antitinoquista y quien fue canciller de González, Julio Acosta. 
Derrocado Tinoco tras la Revolución de Sapoá, el Movimiento cívico estudiantil de 1919 y otros levantamiento sociales, Acosta participa en las siguientes elecciones. Su estatus de masón y teósofo levantó suspicacias entre la Iglesia, pero su triunfo estaba asegurado por haber liderado la lucha antitinoquista y venció por amplio margen.
El 6 de octubre de 1933 Jiddu Krishnamurti visita Costa Rica como parte de una gira por Latinoamérica que incluyó Brasil, Uruguay y México. Krishnamurti fue recibido entusiastamente por la mayor parte de la comunidad teosófica local, aunque ya para ese momento existían diferencias entre los teósofos que negaban el carácter mesiánico de Krishnamurti y aquellos que apoyaban la tesis de Annie Besant, no obstante la mayor parte de los teósofos costarricenses eran de segundo grupo. La visita no pasó inadvertida para la Iglesia católica que reaccionó furiosamente.
Tras estos turbulentos períodos la presencia de la Sociedad Teosófica estabilizó, integrándose sin mayores polémicas a la sociedad costarricense. Actualmente la Sociedad Teosófica costarricense forma parte de la Federación Teosófica Interamericana al igual que la mayoría de sociedades teosóficas americanas, y realiza conferencias públicas y cursos gratuitos todas las semanas.